# Aleksandar Maksimović
Aleksandar Maksimović –en serbio, Александар Максимовић– (Belgrado, 26 de febrero de 1988) es un deportista serbio que compite en lucha grecorromana. Ganó tres medallas en el Campeonato Europeo de Lucha entre los años 2011 y 2017.

## Palmarés internacional
| Campeonato Europeo | Campeonato Europeo  | Campeonato Europeo | Campeonato Europeo |
| Año                | Lugar               | Medalla            | Categoría          |
| ------------------ | ------------------- | ------------------ | ------------------ |
| 2011               | Dortmund (Alemania) | Medalla de bronce  | 66 kg              |
| 2016               | Riga (Letonia)      | Medalla de plata   | 71 kg              |
| 2017               | Novi Sad (Serbia)   | Medalla de bronce  | 71 kg              |